# Aspidochirotida
Aspidochirotida — ряд морських огірків (голотурій). Вони відрізняються від інших морських огірків наявністю сплюснутих, часто у формі аркуша, щупалець, але без інших великих придатків. Вони не мають втягуючих м'язів . Ноги трубчасті, часто утворюють чітко розмежовані підошви. У них є 15-30 щитоподібних щупалець, що оточують рот. Стінка тіла товста і шкіряста і містить кісточок. Вони мають деревоподібні зябра для газообміну. М'язи, які управляють рухом тіла, розташовані в п'яти подвійних смугах. Вони можуть стріляти липкими білими нитками з клоаки, щоб відвернути або заплутати хижаків. Вони зазвичай поширені у відкритих мілководних морях.